# Tapeinosperma divaricatum
Tapeinosperma divaricatum là một loài thực vật có hoa trong họ Anh thảo. Loài này được (Gillespie) A.C. Sm. miêu tả khoa học đầu tiên năm 1973.